# Baron Rayleigh

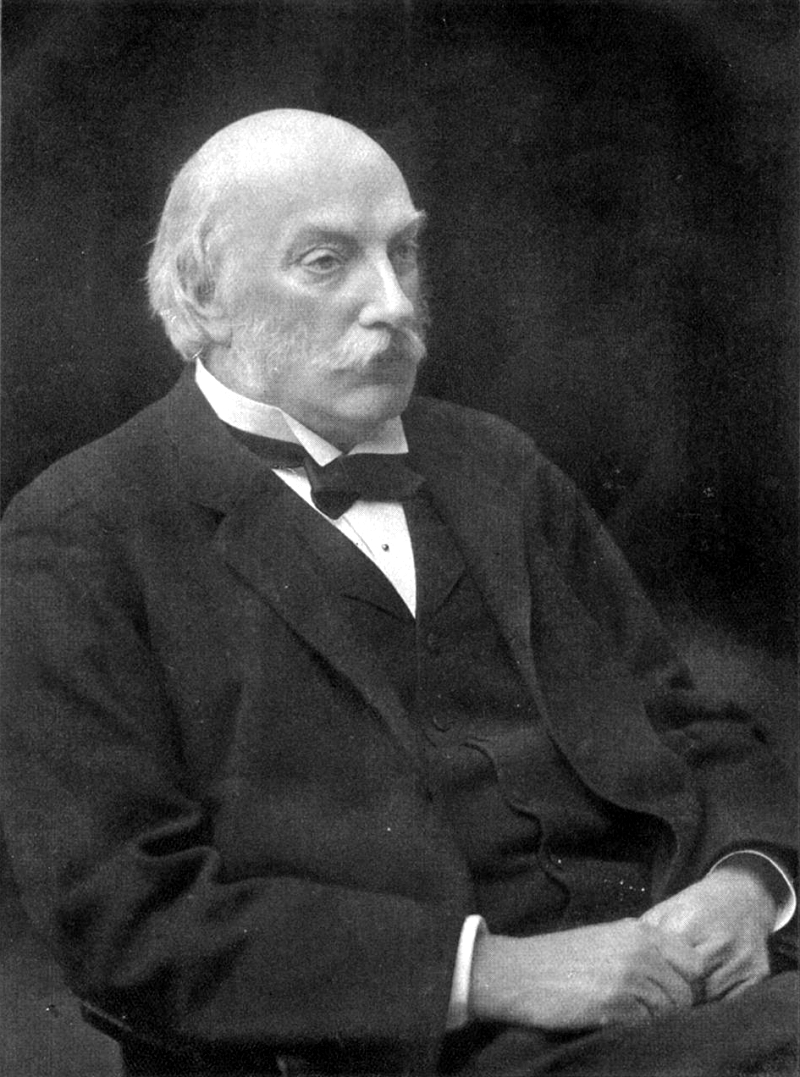
John William Strutt, 3. baron Rayleigh

Baronowie Rayleigh 1. kreacji (parostwo Zjednoczonego Królestwa)
- 1821–1836: Charlotte Mary Gertrude Strutt, 1. baronowa Rayleigh
- 1836–1873: John James Strutt, 2. baron Rayleigh
- 1873–1919: John William Strutt, 3. baron Rayleigh
- 1919–1947: Robert John Strutt, 4. baron Rayleigh
- 1947–1988: John Arthur Strutt, 5. baron Rayleigh
- 1988 -: John Gerald Strutt, 6. baron Rayleigh

Następca 6. barona Rayleigh: John Frederick Strutt